# Arboles
Arboles – jednostka osadnicza w Stanach Zjednoczonych, w stanie Kolorado, w hrabstwie Archuleta.